# 강동순
강동순(姜東淳, 1945년 10월 7일~)은 대한민국의 KBS의 전직 방송인 출신이자 언론인이다.

## 학력
- 경복고등학교
- 서울대학교 미술대학 조소학과 학사
- 한양대학교 언론정보대학원 신문방송학과 석사

## 경력
- KBS가 공사로 전환한 1973년 공채 1기 아나운서로 입사
- 1976년 PD로 전직하여
- 1988 ~ KBS 기획제작실 특집1부 부주간
- 1990 ~ KBS 기획제작국 제작2부 부장서리
- 1996 ~ 1998 KBS TV2국 생활정보 주간
- 1998 ~ 1998 KBS 춘천방송총국 총국장
- 1998 ~ 2001 KBS 심의평가실장 (본부장급)
- 2001 ~ 2001 KBS 방송문화연구원 원장
- 2002 ~ 2003 KBS 시청자센터 센터장
- 2002 ~ 2002 KBS 방송문화연구소 소장
- 2003 ~ 2006 KBS 감사
- 2003 ~ 2003 KBS 심의평가실 심의위원
- 2005 ~ 2006 한국방송협회 감사
- 2006.7 ~ 제3기 방송위원회 위원
- 2006.8 ~ 2007.5 방송위원회 시청자불만처리위원회 위원장
- KBS 방송위원
- 정년퇴직

## 주요 프로그램 제작 연출 작품
- <아침마당><생방송 심야토론><다큐멘터리 제5공화국>

## 주요 저서
- 『KBS와 권력』